# Claudio Sulser
Claudio Sulser (Lugano, 1955. október 8. –) svájci labdarúgócsatár.

## Pályafutása

### Klubcsapatban
1972–73-as idényben a Mendrisio-Stabio, 1973 és 1977 között a Vevey Sports labdarúgója volt. 1977 és 1986 között pályafutása jelentős részét a Grasshoppers csapatában töltötte, ahol négy bankoki címet és egy svájci kupa győzelmet szerzett az együttessel. Kétszeres svájci gólkirály (1979–80, 1981–82).

### A válogatottban
1977 és 1986 között 49 alkalommal szerepelt a svájci válogatottban és 13 gólt szerzett.

## Sikerei, díjai
- Az év svájci labdarúgója: 1982

 Grasshoppers Zürich
- Svájci bajnokság
  - bajnok: 1977–78, 1981–82, 1982–83, 1983–84
  - gólkirály: 1979–80, 1981–82
- Svájci kupa
  - győztes: 1983
- Bajnokcsapatok Európa-kupája
  - gólkirály: 1978–79